# René Gastelumendi
René Roberto Gastelumendi Luna (Lima, 24 de octubre de 1971) es un presentador de televisión, escritor y periodista peruano que ha conducido diferentes noticieros en su país y ha sido reportero de los programas periodísticos más importantes de la televisión peruana.[cita requerida]

## Biografía
René Roberto Gastelumendi Luna nació el 24 de octubre de 1971 en la capital peruana Lima, proveniente de una familia de clase media alta. Realizó sus estudios escolares en el Colegio Maristas de Miraflores y, tras acabar la secundaria, comenzó a estudiar la carrera de Derecho en la Universidad de Lima, la cual culminó. Se graduó como bachiller en Derecho en el año 1997, pero, terminaría dedicándose luego al periodismo escrito y televisivo, destacándose por sus entrevistas, crónicas, denuncias y reportajes de corte político y también de gran impacto social en los programas periodísticos más importantes de la televisión peruana, desde donde impulsó  cambios sustanciales en las políticas públicas en ámbitos como la salud mental, población penitenciaria, lucha contra la pobreza y la informalidad, el derecho a una «muerte digna», derechos de la comunidad LGTB, derechos de personas con discapacidad y Derechos Humanos en general. En el año 2008 culmina un posgrado de Comunicación Corporativa, también en la Universidad de Lima y, en el año 2010, realiza el curso Periodismo en zonas de conflicto, becado por el gobierno de Israel. Desde el 2018 es miembro del Consejo Consultivo de la carrera de periodismo de la Universidad de Ciencias y Artes de América Latina y en el año 2019 incursionó en la literatura, publicando su libro de cuentos Litoral, con la colaboración de Editorial Planeta.
No fue hasta el año 1999, cuando Gastelumendi optaría oficialmente por el periodismoabandonando su oficio de abogado y empezando a trabajar como articulista de la revista peruana Somos y al año siguiente, pasaría a formar parte del espacio informativo semanal Panorama de Panamericana.
En el año 2003, deja Panorama y fue llamado a sumarse a las filas del canal peruano América Televisión, como uno de los reporteros principales del influyente programa periodístico dominical Cuarto poder. En el año 2012 empieza a trabajar como conductor y presentador del noticiero América noticias, al lado de la también periodista Mávila Huertas, logrando posicionar el programa como el espacio periodístico más sintonizado de la televisión peruana América noticias, cargo en el cual se mantuvo por varias temporadas, hasta el 2021. En junio de ese año, Gastelumendi, junto a un grupo de periodistas de esa casa televisiva, hace pública su renuncia por discrepancias con la cobertura de las elecciones presidenciales. Meses después, funda junto con los también periodistas Clara Elvira Ospina, Anuska Buenaluque y Daniel Yovera, el portal Epicentro, el cual tuvo que dejar para empezar a trabajar en el canal ATV. Durante su carrera ha ganado varios reconocimientos por su trabajo. Los más importantes los recibió el año 2016, como el Premio Nacional de Periodismo Televisivo, otorgado por IPY, por una serie de reportajes denominada «Policías fuera de ley», los cuales denunciaban ejecuciones extrajudiciales de sospechosos de delincuencia por parte de la Policía Nacional del Perú como «Mejor reportaje televisivo», incluyendo el galardón del Premio de la Cámara de Comercio de Lima por su trayectoria en la televisión.[cita requerida]
Desde 2015 participa como columnista para diario La República y sus columnas sobre diversos temas de actualidad son publicadas todos los viernes. Comenzó a incursionar en la literatura en 2019, lanzando su primer libro de cuentos bajo el nombre de Litoral, basado en el concepto de las fricciones de las relaciones humanas, tomando como fondo metafórico el mar peruano y su «tensión» permanente con el litoral. Gastelumendi cubría para el programa Cuarto poder la marcha de la organización ultraconservadora peruana «Con mis hijos no te metas» en el año 2017, trabajo durante el cual protagonizó una discusión verbal con el también presentador televisivo Phillip Butters, quién era uno de los panelistas del movimiento ultraconservador, mientras estaba trabajando para la extinta emisora Radio Capital.
Tras 19 años en América Televisión en junio de 2021, debido a los problemas que tuvo la directiva de dicho canal, la cual que respaldaba la candidatura de la política Keiko Fujimori. Después de lo sucedido, se une junto a Clara Elvira Ospina para asumir la conducción del noticiero web del canal Epicentro TV.
Tiempo después, fue anunciado como el nuevo conductor del noticiero ATV noticias en 2023, manteniéndose en la actualidad y ahora comparte la conducción junto a los periodistas peruanos Mari Calixto y Julio Fernández.

## Televisión
| Año        | Título                           | Rol                     | Emisión                 | Ref.             |
| ---------- | -------------------------------- | ----------------------- | ----------------------- | ---------------- |
| 2000-2005  | Panorama                         | Reportero               | Panamericana Televisión | [ 2 ]            |
| 2012-2021  | América noticias Edición Central | Presentador             | América Televisión      | [cita requerida] |
| 2003-2021  | Cuarto poder                     | Reportero y narrador    | América Televisión      | [cita requerida] |
| 2018       | 2018                             | Presentador             | Canal N                 | [cita requerida] |
| 2021-2022  | Epicentro noticias               | Presentador de noticias | Epicentro TV            | [ 14 ]           |
| desde 2023 | ATV noticias Edición Matinal     | Presentador de noticias | ATV                     | [ 16 ] [ 15 ]    |
| desde 2023 | ATV noticias Edición Matinal     | Presentador de noticias | ATV +                   | [cita requerida] |

## Literatura
- Litoral (Planeta, 2019)[17]

## Reconocimientos
- Reconocimiento por parte del Premio Nacional del Periodismo Televisivo (2016)
- Galardón del Premio de la Cámara de Comercio de Lima (2016)[1]